# Blaž Bilban
Blaž Bilban (* 18. Januar 1982) ist ein ehemaliger slowenischer Skispringer.

## Werdegang
Bilban, der für den Verein SD Dolomiti startete, feierte sein internationales Debüt bei den Europäischen Olympischen Winter-Jugendtagen 1999 in Poprad. Dabei gewann er gemeinsam mit Gašper Čavlovič und Primož Urh-Zupan die Bronzemedaille im Teamspringen. Kurz darauf gab er sein Debüt im Skisprung-Continental-Cup und konnte mit 19 Punkten in seiner ersten Saison 1998/99 am Ende Rang 127 belegen.
In der Saison 2000/01 konnte er seine Leistungen deutlich steigern und landete nach der Saison mit 101 Punkten auf Platz 87 der Gesamtwertung. Auch in der Saison 2001/02 startete er erneut in der B-Serie, konnte aber nur selten auf vordere Plätze springen.
Bei der Skiflug-Weltmeisterschaft 2002 in Harrachov landete er auf Platz 35. Nachdem er in der Saison 2002/03 nur in Braunlage gestartet und dabei ohne Punkterfolg geblieben war, gab er schließlich zum Abschluss seiner Karriere am 22. März 2003 beim Skifliegen in Planica sein Debüt im Skisprung-Weltcup. Er schied dabei bereits nach Durchgang eins aus und wurde am Ende 48. Beim Teamfliegen erreichte er zuvor mit der Mannschaft bereits Rang fünf.

## Erfolge

### Continental-Cup-Platzierungen
| Saison  | Platz | Punkte |
| ------- | ----- | ------ |
| 1998/99 | 127.  | 019    |
| 2001/02 | 087.  | 101    |
| 2002/03 | 167.  | 036    |